# Werner Otto (empresario)
Werner Otto (Seelow, 13 de agosto de 1909 - Berlín, 21 de diciembre de 2011) fue un empresario, emprendedor y filántropo alemán.

## Trayectoria

### Grupo Otto
En 1949 fundó en Hamburgo la empresa Otto Handelversand, más tarde Otto GmbH (Otto SL), que se convertiría en la empresa de venta por catálogo más grande del mundo, y más adelante Otto Group – uno de los grupos empresariales más influyentes en comercio y comercio electrónico.

## Filantropía en el campo de la salud
Otto fue el fundador de la Fundación Wener Otto, que reparte donaciones y becas en el campo de la investigación médica y ha financiado la creación de institutos como el Werner Otto Institut para el estudio, diagnóstico y tratamiento de niños con necesidades especiales, o el Centro Científico de Tratamiento del Cáncer Infantil en el hospital universitario de Hamburg-Eppendorf.  
La fundación es repartidora de un premio bienal entregado a jóvenes científicos y médicos de Hamburgo por sus extraordinarios logros en este campo.  
Su tercera esposa, Maren Stücken, dio a luz a los hijos menores de Otto, Katharina y Alexander, en la década de 1960. Katherina es cineasta en Nueva York. Alexander recibió de su padre el encargo de la empresa inmobiliaria ECE.  
En su abanico de causas sociales, en 1969 fundó la Fundación Werner Otto, que apoya la investigación médica.
En 1973, con más de 60 años, Otto creó en Nueva York el Paramount Group, para invertir en el sector inmobiliario estadounidense.
En la Universidad de Harvard donó un nuevo edificio museístico, el Werner Otto Hall, para el arte del expresionismo alemán, procedente del Museo Busch-Reisinger. El edificio ha sido demolido en el marco de un proyecto de remodelación dirigido por Renzo Piano. En 2011 falleció a los 102 años en Berlín.

## Familia
Werner Otto se casó tres veces y tuvo 5 hijos. La familia Otto de Hamburgo ha estado incluida ininterrumpidamente en la lista de los más ricos de Alemania.
La calle Werner-Otto-Straße en Hamburgo-Barmbek lleva su nombre.